# Coppa Italia (Eishockey) 2009/10
Die Saison 2009/10 war die 14. Austragung des italienischen Pokalwettbewerbs im Eishockey. Erstmals wurde der SV Ritten-Renon Pokalsieger, der sich im Finale in Bozen vor 4.000 Zuschauern mit 2:1 gegen den HC Pustertal durchsetzte. Bis auf den HC Meran nahmen alle Mannschaften der Serie A, sowie der zweitklassigen Serie A2 an dem Turnier teil.

## Ergebnisse

### Achtelfinale
| 20. Oktober 2009 20:30 Uhr | SV Kaltern Forst                   | 1:7 (1:1, 0:3, 0:3)  | Tegola Canadese Alleghe Hockey  | Raiffeisen Arena, Kaltern Zuschauer:            |
| 20. Oktober 2009 20:30 Uhr | HC Eppan Pirates Internorm         | 1:5 (0:0, 0:4, 1:1)  | SG Cortina De Vilmont Champagne | Eisstadion, Eppan Zuschauer:                    |
| 20. Oktober 2009 20:30 Uhr | Ritten Sport Renault Trucks        | 7:2 (2:0, 2:2, 3:0)  | Hockey Milano Rossoblu          | Arena Ritten, Ritten Zuschauer: 250             |
| 20. Oktober 2009 20:30 Uhr | HC Valpellice Bulldogs             | 5:3 (1:0, 1:1, 3:2)  | SG Generali Aquile FVG Pontebba | Cotta Morandini, Torre Pellice Zuschauer: 1.380 |
| 20. Oktober 2009 20:30 Uhr | HC Red Orange Pustertal            | 10:0 (3:0, 3:0, 4:0) | HC Neumarkt Riwega              | Leitner Solar Arena, Bruneck Zuschauer: 225     |
| 20. Oktober 2009 20:30 Uhr | Emisfero Ipermercati Asiago Hockey | 8:3 (4:2, 2:0, 2:1)  | HC Gherdeina Halti              | Odegar, Asiago Zuschauer: 100                   |
| 20. Oktober 2009 20:30 Uhr | SHC Fassa Salumi Levoni            | 1:2 (1:1, 0:1, 0:0)  | WSV Sterzing                    | Gianmario Scola, Canazei Zuschauer: 200         |
| 20. Oktober 2009 20:30 Uhr | HC Real Turin                      | 2:5 (1:1, 1:3, 0:1)  | HC Interspar Bozen Foxes        | Pala Tazzoli, Turin Zuschauer: 400              |

### Viertelfinale
| 17. November 2009 20:00 Uhr | Ritten Sport Renault Trucks        | 4:3 n. V. (1:1, 1:1, 1:1, 1:0) | HC Valpellice Bulldogs          | Arena Ritten, Ritten Zuschauer: 234         |
| 17. November 2009 20:30 Uhr | WSV Sterzing                       | 2:8 (1:1, 1:3, 0:4)            | HC Interspar Bozen Foxes        | Disco Arena, Sterzing Zuschauer: 1.067      |
| 17. November 2009 20:30 Uhr | HC Red Orange Pustertal            | 4:1 (1:1, 3:0, 0:0)            | Tegola Canadese Alleghe Hockey  | Leitner Solar Arena, Bruneck Zuschauer: 644 |
| 17. November 2009 20:30 Uhr | Emisfero Ipermercati Asiago Hockey | 4:1 (2:1, 1:0, 1:0)            | SG Cortina De Vilmont Champagne | Odegar, Asiago Zuschauer: 450               |

### Halbfinale
| 30. Januar 2010 16:30 Uhr | Ritten Sport Renault Trucks | 3:2 (0:0, 0:1, 3:1)            | Emisfero Ipermercati Asiago Hockey | Eiswelle, Bozen Zuschauer:       |
| 30. Januar 2010 20:00 Uhr | HC Interspar Bozen Foxes    | 2:3 n. V. (0:2, 1:0, 1:0, 0:1) | HC Red Orange Pustertal            | Eiswelle, Bozen Zuschauer: 4.200 |

### Finale
| 31. Januar 2010 20:00 Uhr | Ritten Sport Renault Trucks Scott May (2) | 2:1 (1:0, 0:1, 1:0) Spielbericht | HC Red Orange Pustertal Taggart Desmet | Eiswelle, Bozen Zuschauer: 4.000 |